# La Victoria, Aguascalientes
La Victoria är en ort i Mexiko.   Den ligger i kommunen Tepezalá och delstaten Aguascalientes, i den centrala delen av landet, 400 km nordväst om huvudstaden Mexico City. La Victoria ligger 1 928 meter över havet och antalet invånare är 557.
Terrängen runt La Victoria är platt västerut, men österut är den kuperad. Runt La Victoria är det ganska tätbefolkat, med 108 invånare per kvadratkilometer. Närmaste större samhälle är Pabellón de Arteaga, 8,8 km sydväst om La Victoria. Omgivningarna runt La Victoria är i huvudsak ett öppet busklandskap.